# Austro-ILO
Austro-ILO is een Oostenrijks historisch merk van motorfietsen.
Deze werden geproduceerd door Temple & Co. in Wenen.
Dit was een fabriek die in 1938 enkele motorfietsen maakte met 120cc-ILO-motor. Door de Duitse bezetting in hetzelfde jaar kwam er een eind aan de productie.